# سیارک ۲۰۵۷۶
سیارک ۲۰۵۷۶ (به انگلیسی: 20576 Marieoertle، نامگذاری:1999RG148) بیست هزار و پانصد و هفتاد و ششمین سیارک کشف شده‌است که در ۹ سپتامبر ۱۹۹۹ کشف شد.
قدر مطلق سیارک برابر ۱۱.۷ است.